# Chrysogorgia tetrasticha
Chrysogorgia tetrasticha is een zachte koraalsoort uit de familie Chrysogorgiidae. De koraalsoort komt uit het geslacht Chrysogorgia. Chrysogorgia tetrasticha werd in 1902 voor het eerst wetenschappelijk beschreven door Versluys.